# Ministerio de Defensa Nacional (Corea del Sur)
El Ministerio de Defensa Nacional (MDN, Corea: 국방부): Es el organismo estatal  dentro del gobierno de la República de Corea (ROK) encargado y responsable dirigir y organizar a las Fuerzas Armadas de Corea del Sur y de todas las ramas militares de esta. 

## Historia
El Ministerio de Defensa Nacional se estableció el 15 de agosto de 1948 y está ubicado en Yongsan-dong, distrito de Yongsan, Seúl. Se estableció después de la fundación de la República de Corea en 1948, reemplazando al Departamento de Seguridad Interna (DIS, 국내 경비 부) a cargo de las fuerzas armadas coreanas bajo el Gobierno Militar del Ejército de los Estados Unidos (USAMGIK) durante la era de la ocupación aliada. En 2018, el Ministerio acordó respetar los resultados de su Comité Especial de Investigación sobre el Levantamiento de Gwangju en el que se utilizaron MD Helicópteros MD 500 y UH-1H para disparar contra ciudadanos que protestaban.
El Ministerio de Defensa Nacional presuntamente participa activamente en la censura a nivel militar, como la prohibición de libros y la detección de aplicaciones móviles dentro del ejército.

## Agencias
- Administración de personal militar
- Administración del programa de adquisiciones de defensa
- Agencia de Medios de Defensa
  - Cadena de las Fuerzas Coreanas (Friends TV, 96.7 Friends FM)